# Арнёй
А́рнёй (норв. Arnøy, северносаам. Árdni), также А́рнёйa (норв. Arnøya) — остров в коммуне Шервёй, фюльке Тромс, Норвегия. Лежит к западу от острова Ваннёй, от которого отделён проливом Фуглейсунн.
Площадь острова — 276 км². Местность гористая, имеется несколько пиков высотой более 900 метров. Самая высокая точка острова — гора Арнёйхёгда (1168 м).
На острове имеется несколько рыбацких посёлков, в том числе Орвиксанн на северо-западном побережье.

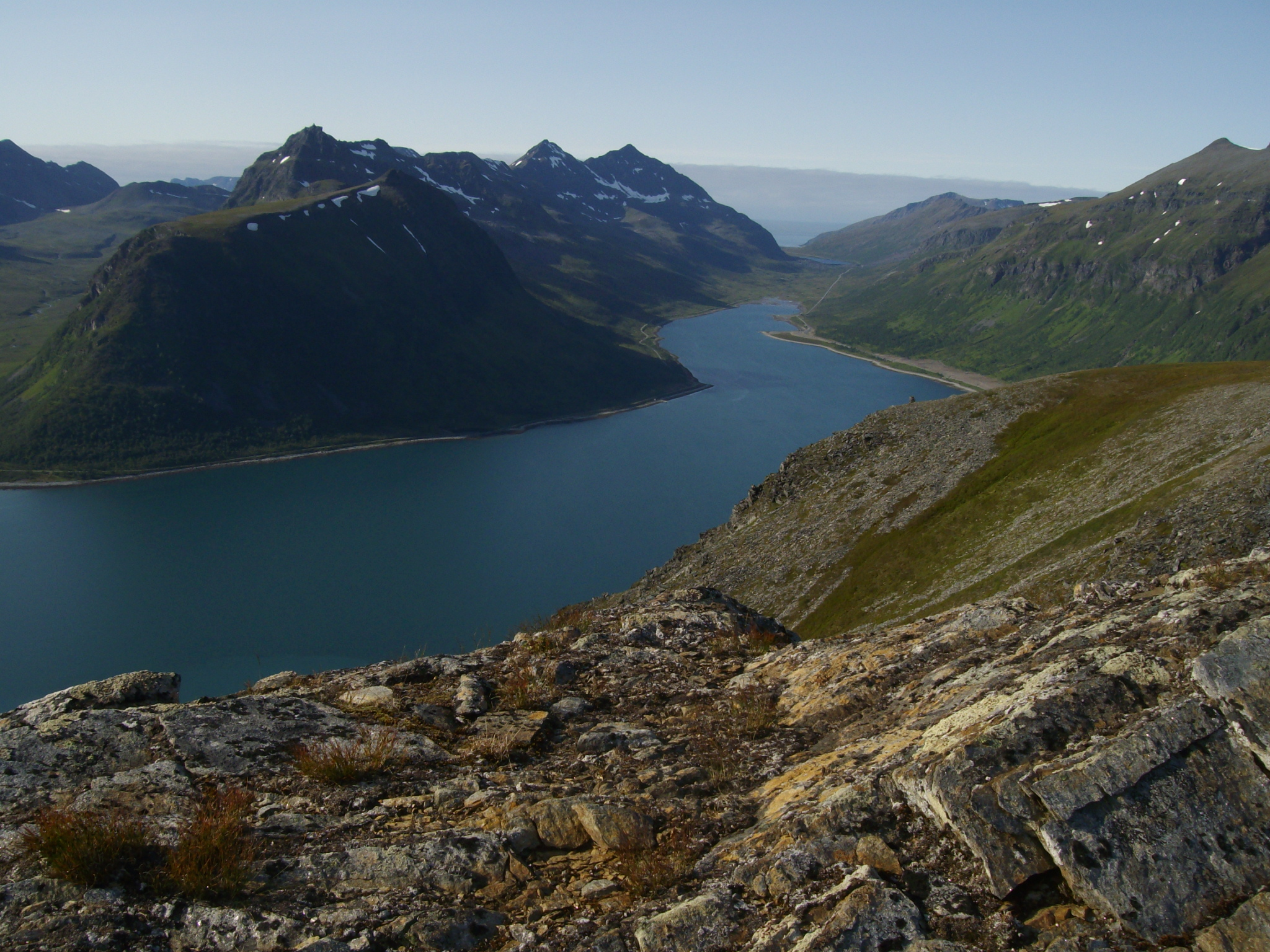
Лангфьорд, остров Арнёя